# Lisa See
Lisa See (París, 18 de febrero de 1955) es una novelista de origen chino establecida en Estados Unidos y que escribe en inglés.

## Biografía
Biznieta del patriarca de China Town de Los Ángeles, Fong See, fue criada en el seno de su familia de origen chino. Su madre, Carolyn See es también escritora. Con ella y el también escritor John Espey –pareja de Carolyn desde 1975 hasta la muerte de este en 2000–, Lisa See ha publicado tres novelas bajo el seudónimo de Monica Highland. 
Su narrativa se centra en las costumbres de origen chino. 
Fue corresponsal durante trece años del semanario Publishers Weekly y sus artículos han aparecido en periódicos como The New York Times o The Washington Post.

## Obras
- On Gold Mountain: The One-Hundred-Year Odyssey of My Chinese American Family. St. Martin's Press, 1995. Narra la vida y hechos de su bisabuelo Fong. See escribió también el libreto para la ópera basada en esta novela.
- Flower Net. HarperCollins, 1997. — La telaraña china, Debolsillo, 2002
- The Interior. HarperCollins, 1999. — La trama china, Debolsillo, 2002
- Dragon Bones.  Random House, Inc., 2003.
- Snow Flower and the Secret Fan.  Random House, Inc., 2005. — El abanico de seda, Salamandra, 2005; Quinteto, 2010
- Peony in Love.  Random House, Inc., 2007. — El pabellón de las peonías, Salamandra, 2008
- Shanghai Girls.  Random House, Inc., 2009. — Dos chicas de Shanghai, Salamandra, 2010
- Chinatown (guía). Angels Walk LA, 2003.
- "China Dolls" - "Muñecas Chinas"

### Novelas firmadas como Monica Highland (con Carolyn See y John Espey)
- Lotus Land. New York, McGraw Hill, 1983.
- 110 Shanghai Road. New York, McGraw Hill, 1986.
- Greetings from Southern California. New York, McGraw Hill, 1988.

## Premios
- 2001: Mujer Nacional del Año, distinción concedida por la Organización de Chinos Estadounidenses
- 2003: History Makers Award, concedido por el Museo Chino Estadounidense
- 2005: Libro del mes por El abanico de seda concedido por los libreros independientes de Estados Unidos
- 2005: Libro del año por el mismo libro, concedido por los libreros del Sur de California